# جایزه آنی برای نویسندگی در تولید یک فیلم بلند
جایزه آنی برای نویسندگی در تولید یک فیلم بلند (به انگلیسی: The Annie Award for Writing in a Feature Production) (یا جایزه آنی برای نویسندگی در تولید یک محصول بلند پویانمایی (به انگلیسی: Annie Award for Writing in an Animated Feature Production)) یک جایزه آنی است که سالانه، (به جز سال ۱۹۹۷)، به بهترین بلند پویانمایی سینمایی انیمیشن اهدا می‌شود و در سال ۱۹۹۶ معرفی شد. این جایزه به فیلم‌نامه‌نویس تعلق می‌گیرد.